# Домин, Хильда
Хильда Домин, урождённая Лёвенштайн, по мужу — Пальм (нем. Hilde Domin; 27 июля 1909, Кёльн — 22 февраля 2006, Гейдельберг) — немецкая писательница, один из крупнейших лириков Германии второй половины XX века.

## Биография

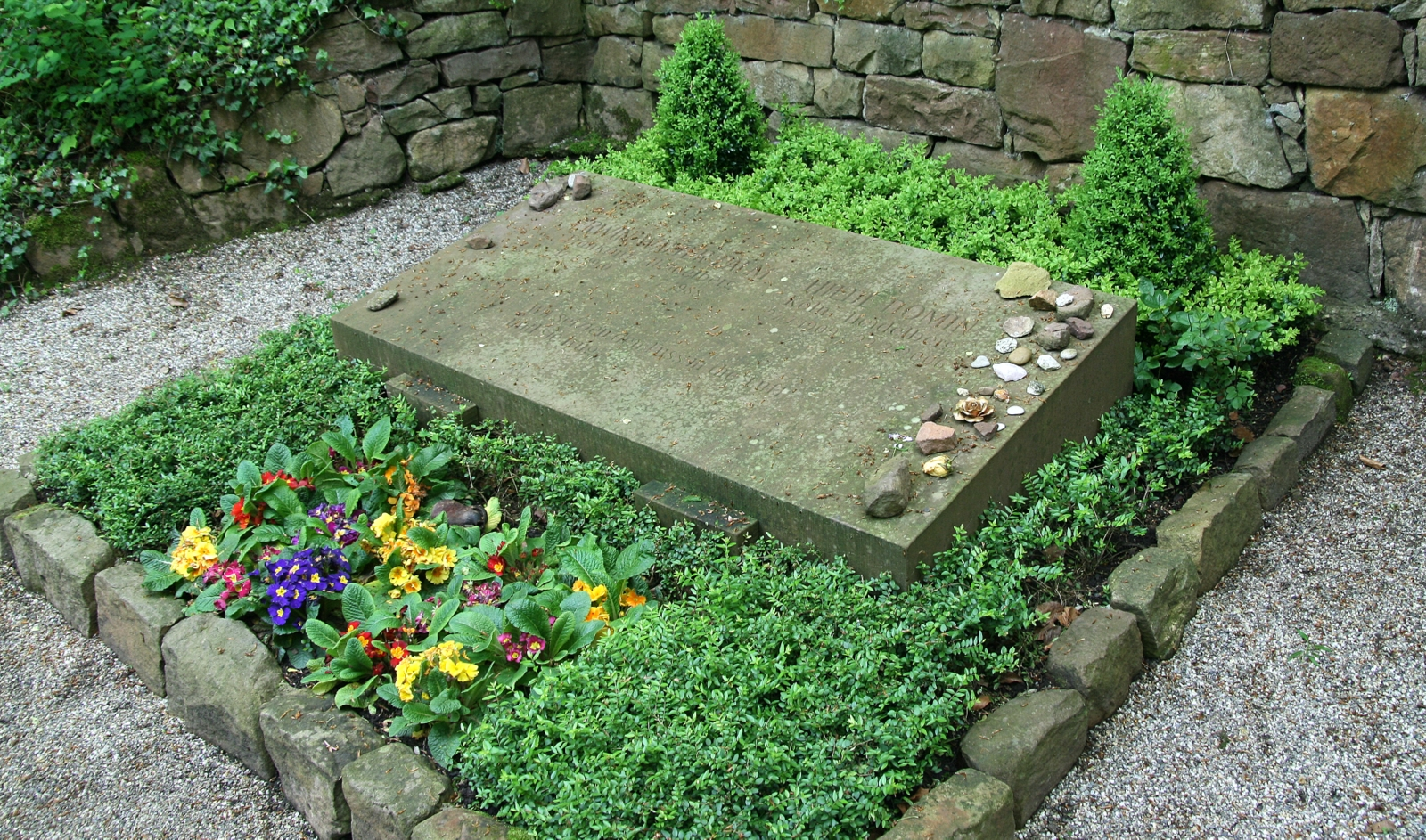
Могила Хильды Домин на кладбище в Гейдельберге

Дочь еврейского адвоката. Училась праву, экономике, социальным наукам, философии в Гейдельберге, Кёльне, Бонне, Берлине. Среди её преподавателей были Карл Ясперс и Карл Маннгейм.
В 1932 году вместе с другом, будущим мужем, историком и археологом Эрвином Вальтером Пальмом бежала от нарастающего в Германии антисемитизма в Италию, жила в Риме и Флоренции. В 1939 году пара переселилась в Великобританию, а в 1940 году — в единственное место, куда за чудовищные деньги они сумели достать визу, в Доминиканскую республику, где прожили 14 лет. В эмиграции Домин преподавала языки, выступала с лекциями, занималась фотографией (в частности, ей принадлежит серия снимков колониальной архитектуры Доминиканской республики, послуживших иллюстрациями к искусствоведческой книге её мужа).
После смерти матери начала с 1951 года писать стихи, публиковала их под псевдонимом, выбранным в честь города Санто-Доминго. В 1954 году супруги вернулись в Германию. С 1961 года Хильда Домин жила в Гейдельберге. В 1968 году опубликовала первую книгу прозы. Дружила и переписывалась с Нелли Закс, среди её друзей был также Ганс Георг Гадамер, она переписывалась с Ханной Арендт, Петером Сонди и др. Муж Домин умер в 1988 году, его памяти посвящена книга стихов поэтессы «А дерево все же цветет» (1999).
Переводила Висенте Алейксандре, Джузеппе Унгаретти и других авторов.

## Книги
- Herbstzeitlosen. Gedicht (1955)
- Ziehende Landschaft. Gedicht (1955)
- Wo steht unser Mandelbaum. Gedicht (1957)
- Nur eine Rose als Stütze (1959)
- Rückkehr der Schiffe (1962)
- Linguistik (1963)
- Hier (1964)
- Höhlenbilder (1968)
- Das zweite Paradies (1968, роман)
- Зачем лирика сегодня. Поэзия и читатель в зарегулированном обществе/ Wozu Lyrik heute. Dichtung und Leser in der gesteuerten Gesellschaft (1968, эссе о поэзии)
- Ich will dich (1970)
- Von der Natur nicht vorgesehen (1974, автобиография)
- Aber die Hoffnung (1982, автобиография)
- Стихотворение как миг свободы/ Das Gedicht als Augenblick von Freiheit (1987—1988, лекции о поэзии во Франкфуртском университете)
- Gesammelte Essays. Heimat in der Sprache (1993, собрание эссеистики)
- Der Baum blüht trotzdem (1999)
- Gesammelte autobiographische Schriften. Fast ein Lebenslauf (2005, собрание автобиографической прозы)
- Sämtliche Gedichte (2009, собрание стихотворений)
- Die Liebe im Exil. Briefe an Erwin Walter Palm aus den Jahren 1931—1959 (2009, переписка с мужем)

## Публикации на русском языке
- Х. Домин. Не жди ничего иного // Воздух. — 2006. — № 2. / Пер. с немецкого Борис Шапиро.

## Признание
Премия Дросте (1971), премия Хросвиты (1974), премия Рильке (1976), премия Нелли Закс (1983), премия Гёльдерлина г. Бад-Хомбург (1992), литературная премия фонда Конрада Аденауэра (1995, лаудатор — Марсель Райх-Раницкий), премия Якоба Вассермана (1999) и др. Почётный гость Немецкой академии в Риме Villa Massimo (1985). Орден «За заслуги перед Федеративной Республикой Германия» (1983). Орден «За заслуги перед землей Северный Рейн-Вестфалия» (1988). Почётная медаль земли Баден-Вюртемберг (1990). Орден Заслуг перед Доминиканской республикой (2006). Член Немецкой академии языка и словесности. Почётная гражданка Гейдельберга (2004). В Кёльне открыт парк Хильды Домин, её именем названы школы и лечебницы.
С 1992 в Гейдельберге вручается премия Литература в изгнании, её первым лауреатом стала Хильда Домин, с 2006 премия носит имя поэтессы.